# Eva sconsolata
(A Catalogue of Oil Paintings and Sculpture, Associazione del museo di Cincinnati, 1888)
L'Eva sconsolata (Eve Disconsolate) è una scultura neoclassica marmorea dell'artista statunitense Hiram Powers, della quale esistono due versioni: una si trova nel museo del fiume Hudson di New York, mentre la seconda, la più famosa, venne realizzata tra il 1872 e il 1877 e oggi è conservata al museo d'arte di Cincinnati.

## Storia

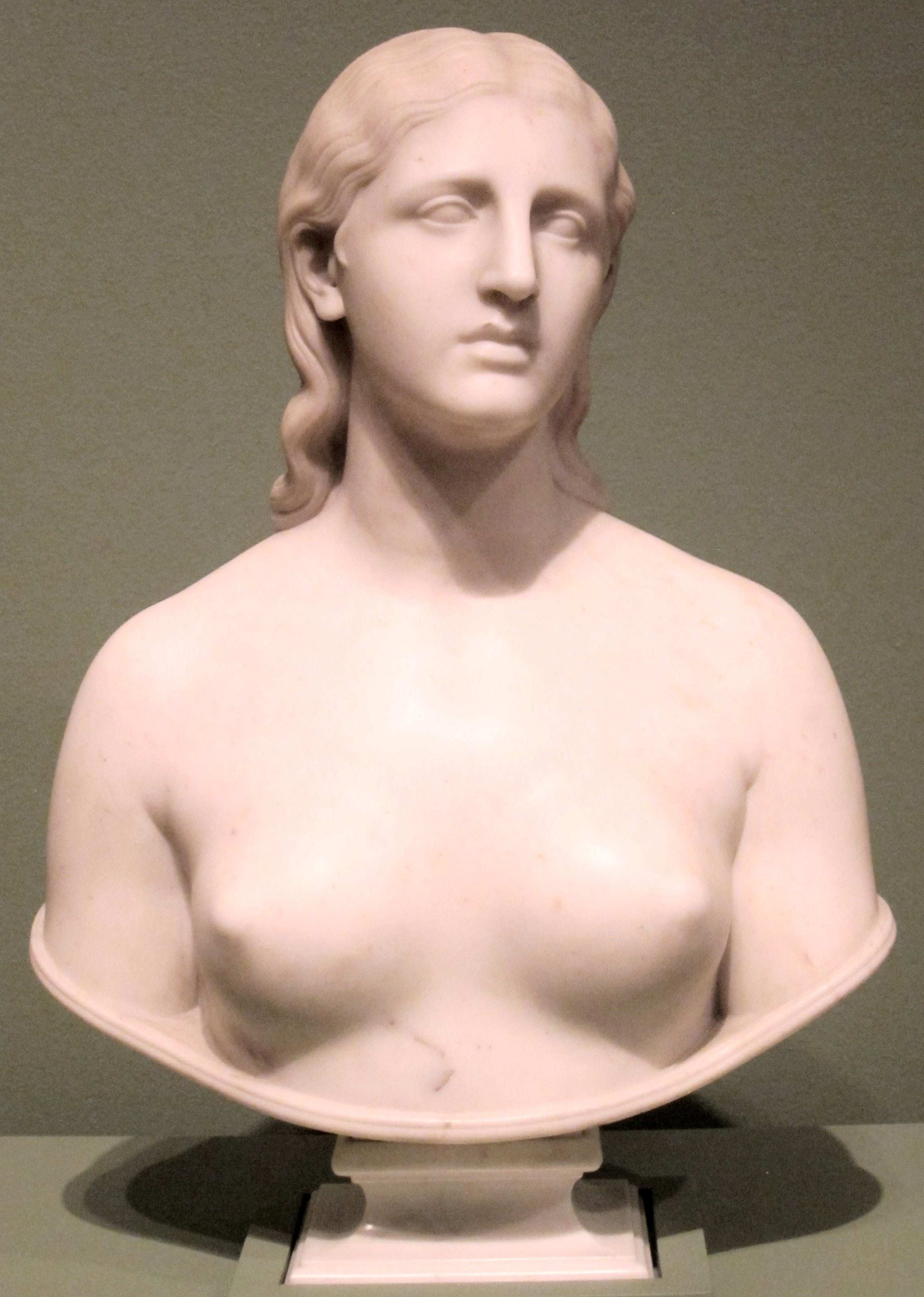
Un busto della scultura conservato all'istituto d'arte di Dayton.

Hiram Powers aveva scolpito in precedenza una statua sul personaggio di Eva, l'Eva tentata (Eve Tempted) oggi al museo d'arte Smithsonian di Washington. Per la sua nuova scultura, pertanto, Powers decise di raffigurare il personaggio biblico dopo il peccato originale. Prima della statua a figura intera, Powers realizzò dei busti tra il 1858 e il 1860 e un modello nel 1861. Egli stesso definiva la sua opera chiamandola Paradise Lost ("Paradiso perduto", che è il titolo di un celebre poema epico del poeta inglese John Milton).
La prima versione venne realizzata nel 1870 per Nathan D. Morgan, poi entrò nelle collezioni di Alexander Turney Stewart e infine in quelle del museo novaiorchese.
La seconda versione dell'Eva sconsolata venne intesa da Powers come un tributo al suo mecenate cincinnatiano Nicholas Longworth, che era morto nel 1863. Tuttavia, quando il Powers morì dieci anni dopo, la scultura era ancora incompiuta, pertanto venne completato da altri scultori esperti e spedito al nipote di Longworth Nicholas Longworth II, che lo donò al museo d'arte della città.
Quando la seconda versione venne esposta per la prima volta nel museo d'arte di Cincinnati questa venne bollata come "oscena" a causa della nudità totale del soggetto, scandalosa per la moralità del tempo, e fu vietato alle donne di poterla ammirare. Oggi l'opera è conservata nel medesimo museo.

## Descrizione

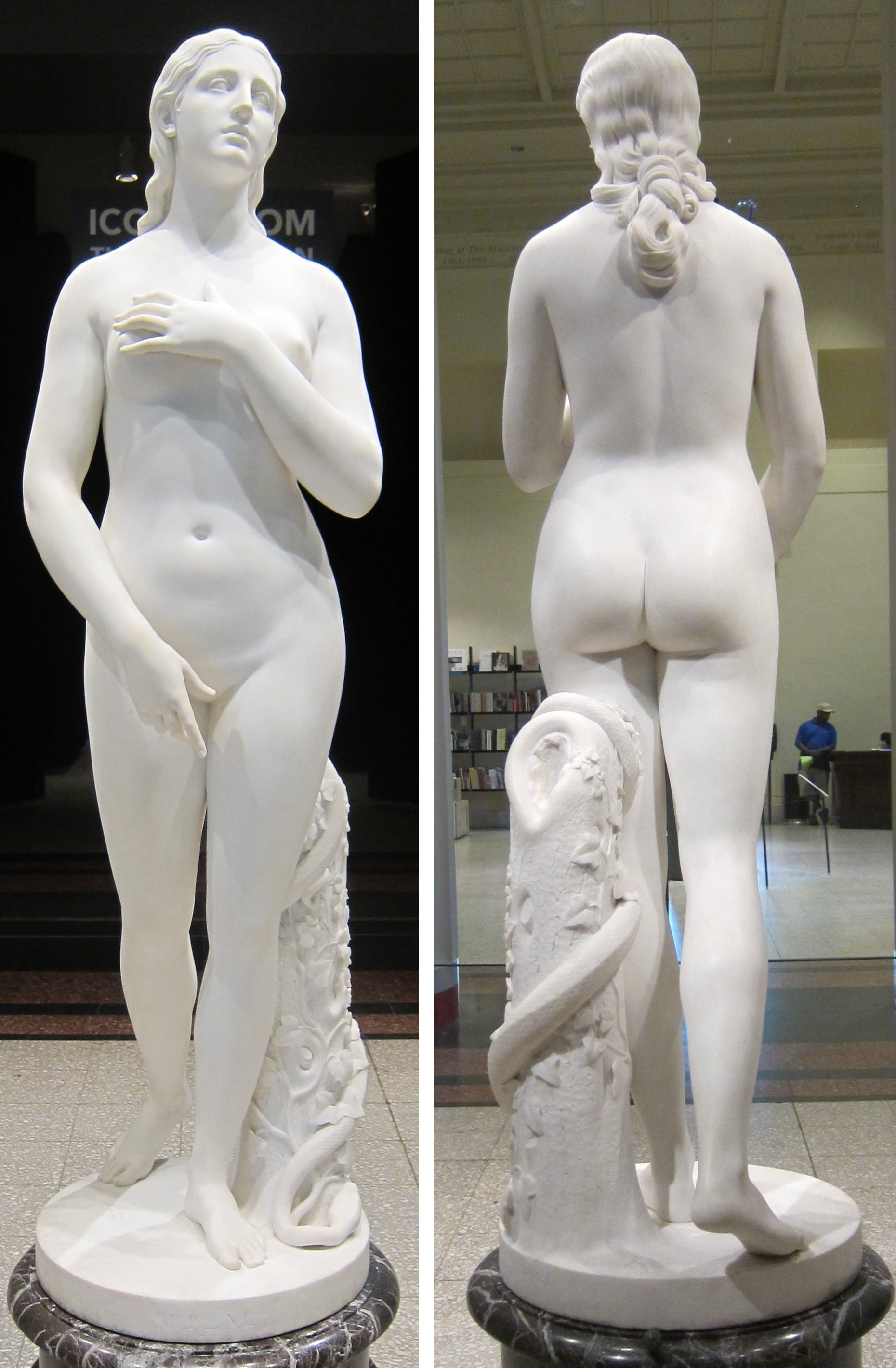
Vista anteriore e posteriore.

La statua raffigura Eva, la prima donna, dopo aver compiuto il peccato originale. Il serpente tentatore si trova su un tronco che fa da puntello e striscia via. Resasi conto di essere nuda e di provarne vergogna, Eva si copre pudicamente i seni e il pube in una posa che richiama fortemente varie sculture antiche raffiguranti la dea Venere e note con il nome di Venere pudica. La figura si erge in piedi e il peso del corpo è retto dal piede sinistro, mentre il destro sta per essere sollevato come se la donna avanzasse lentamente. La testa e lo sguardo sono rivolti verso il cielo. 
Lo scultore stesso in una lettera ad Edward Everett descrisse la sua opera definendo la sua espressione "di profonda contrizione" e affermando che il serpente "si ritira ai suoi piedi come se fosse sensibile all'accusa". Il soggetto biblico offrì al Powers l'occasione per raffigurare un soggetto dalla forte espressione emotiva.